# Давыдово (Шекснинский район)
Давыдово — деревня в Шекснинском районе Вологодской области.
Входит в состав сельского поселения Домшинского, с точки зрения административно-территориального деления — в Домшинский сельсовет.
Расстояние по автодороге до районного центра Шексны — 33,5 км, до центра муниципального образования Нестерово — 8,5 км. Ближайшие населённые пункты — Боярово, Спицы, Молодищево.
По переписи 2002 года население — 9 человек.